# Apollinare Calderini
Apollinare Calderini, né à Ravenne dans la seconde moitié du XVIe siècle et mort dans la première moitié du XVIIe siècle, est un religieux catholique et écrivain italien. Profondément dévoué au ministère et à la prédication, il étudie en profondeur l'œuvre du philosophe Giovanni Botero.

## Biographie

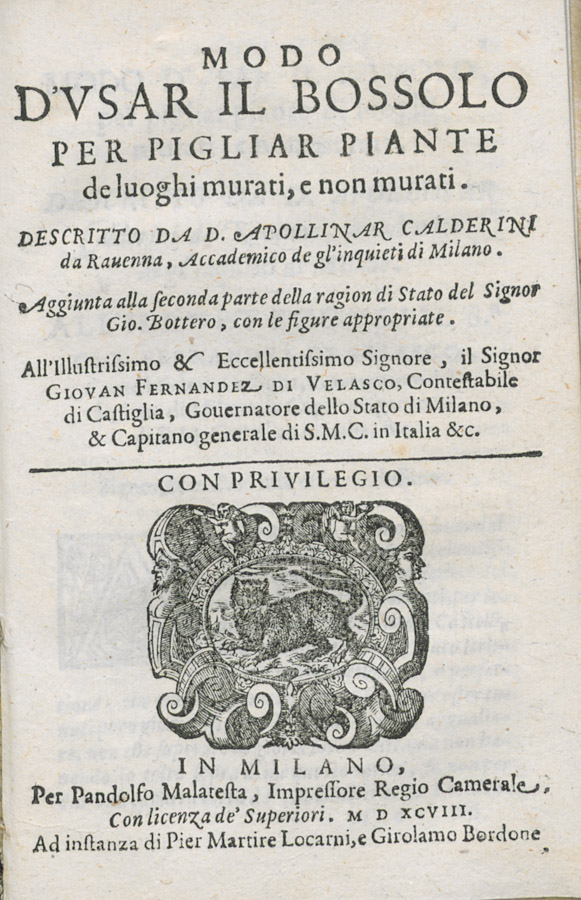
Couverture de Modo d'usar il bossolo per pigliar piante de luoghi murati, e non murati.

Peu d'informations biographiques sont disponibles sur Apollinare Calderini ; on sait qu'il naît à Ravenne et, après avoir reçu une première formation humaniste, il se rend à Milan, où il entreprend une carrière ecclésiastique en rejoignant les chanoines réguliers du Très-Saint-Sauveur du Latran.
À Milan, en 1597, il publie l'ouvrage Discorsi sopra la Ragione di Stato del Signor Giovanni Botero (« Discours sur la Raison d'État de Monsieur Giovanni Botero »), qu'il dédie à Ranuccio Farnèse, duc de Parme et de Plaisance. Le but de cet ouvrage est de diffuser et de faire connaître le traité Della Ragion di Stato du philosophe jésuite Giovanni Botero. Ancré dans la tradition baroque, l'ouvrage de Calderini aspire à concilier la loi morale avec la pratique utilitaire de la politique.
Il est affilié à l'Accademia degli Inquieti (« Académie des Inquiets ») de Milan.

## Œuvres
- (it) Discorsi sopra la Ragione di Stato del Signor Giovanni Botero, Milan, Pietro Martire Locarno, 1597 (lire en ligne)
- (it) Modo d'usar il bossolo per pigliar piante de luoghi murati, e non murati, Milan, Pandolfo Malatesta, 1598 (lire en ligne)